# NA-4116
La  NA-4116  es una carretera local perteneciente a la Red de Carreteras de Navarra que se inicia en PK 15,58 de NA-411 y termina en Eltzaburu. Tiene una longitud de 2,22 kilómetros.